# Albert Batteux
Albert André Batteux (Reims, 2 luglio 1919 – Grenoble, 28 febbraio 2003) è stato un calciatore e allenatore di calcio francese, di ruolo centrocampista.

## Carriera
Da calciatore giocò per tutta la carriera nello Stade Reims, dove vinse un campionato francese nel 1949 ed una Coppa di Francia nel 1950. L'anno seguente divenne allenatore della squadra e la guidò per tutto il periodo di maggior successo della sua storia: vinse infatti cinque campionati francesi (1953, 1955, 1958, 1960, 1962), una Coppa di Francia (1958), una Coppa Latina (1953) e disputò due finali di Coppa dei Campioni (1956, 1959).
Nel 1955 venne chiamato ad allenare in contemporanea anche la Nazionale francese, che portò al terzo posto ai Mondiali in Svezia nel 1958, che costituì allora il miglior risultato mai raggiunto dai Bleus. Nel 1963 passò al Grenoble dove visse un quadriennio senza vittorie, poi tornò al successo nella seguente esperienza al Saint-Etienne, portato alla vittoria di tre campionati consecutivi (1968, 1969, 1970) e due coppe nazionali (1968, 1970).

## Palmarès

### Giocatore
- Campionato francese: 1

Stade de Reims: 1948-1949
- Coppa di Francia: 1

Stade de Reims: 1949-1950

### Allenatore
- Campionato francese: 8

Stade de Reims: 1952-1953, 1954-1955, 1957-1958, 1959-1960, 1961-1962
Saint-Étienne: 1967-1968, 1968-1969, 1969-1970
- Coppa di Francia: 3

Stade de Reims: 1957-1958
Saint-Étienne: 1967-1968, 1969-1970
- Supercoppa francese: 6

Stade de Reims: 1955, 1958, 1960
Saint-Étienne: 1967, 1968, 1969
- Coppa Latina: 1

Stade de Reims: 1953